# Alles Uit De Kast
Alles Uit De Kast was een Vlaams televisieprogramma uit 2006. 
Het werd geproduceerd door het productiehuis Woestijnvis. 

## Concept
Het programma ging over wat mensen met boeken doen en wat boeken doen met mensen. In elke aflevering werd op zoek gegaan naar de bijzonderste boeken van gewone kijkers en van bekende personen.

## Afleveringen
Het werd gedurende vier weken in september 2006 in zestien afleveringen  uitgezonden op één. 

## Presentatie
Het programma werd gepresenteerd door Sven Speybrouck.